# Шереметьєва-Турчин Світлана Сергіївна
Світлана Шереметьєва-Турчин (нар. 17 червня 1993, Кропивницький) - українська журналістка, медіаменеджерка. Член Національної спілки журналістів України, заступниця генерального директора інформаційного агентства РБК-Україна.

## Життєпис
Народилася 17 червня 1993 року у місті Кропивницький. У 2014 році закінчила Інститут міжнародних відносин та журналістики при Національному університеті культури та мистецтв.
У 2013 році приєдналася до команди "Комерсант-Україна". 13 березня 2014 року керівництво видавничого дому закрило газету через економічні труднощі. Неофіційною є версія закриття через спроби цензури російських видавців.
У серпні 2014 року частина екс-команди "Комерсант-Україна" створює інтернет-видання "Апостроф", яке на момент запуску очолив колишній головний редактор газети Валерій Калниш.
У лютому 2015 року призначена директором "Європейської медіа групи" - компанії-власника інтернет-видання "Апостроф". Наприкінці 2015 року Шереметьєва-Турчин, окрім того, стає ще шеф-редакторкою видання.

У липні 2017 року "Європейська медіа група" придбала право власності на інтернет-видання Realist.online. Директором та шеф-редакторкою видання стала Світлана Шереметьєва-Турчин.
"Проект голосно зайшов на медіа-ринок і успішно зайняв нішу інтелектуальної журналістики з сильним економічним блоком і резонансними розслідуваннями. Придбання Realist.online як не можна краще відповідає стратегічним планам ТОВ "ЄМГ", - зазначила тоді Шереметьєва-Турчин.
23 квітня 2019 року Національна рада з питань телебачення і радіомовлення проголосував за видачу супутникової ліцензії телеканалу "Апостроф TV" (ТОВ "Апостроф ТВ"). За словами Світлани Шереметьєвої-Турчин, "Апостроф TV" позиціонується як інтернет-канал видання з окремим розділом на сайті "Апостроф" і каналом на YouTube, де розміщені інтерв'ю на політичну тематику і щотижневі підсумкові програми інформаційного формату.
У грудні 2019 року Світлана Шереметьєва-Турчин вирішує змінити місце роботи й переходить на посаду заступниці генерального директора РБК-Україна. На новій посаді займається розвитком компанії, зовнішніми комунікаціями та комерційними проектами.
Одружена. Виховує сина. Хобі: біографії відомих особистостей, програмування, подорожі.